# Phaenolobus mucronatus
Phaenolobus mucronatus là một loài tò vò trong họ Ichneumonidae.